# Högemogöl
Högemogöl är en sjö i Uppvidinge kommun i Småland och ingår i Mörrumsåns huvudavrinningsområde. Sjöns area är 0,018 kvadratkilometer och den är belägen 286 meter över havet.